# Thenissey
Thenissey ist eine französische Gemeinde mit 91 Einwohnern (Stand: 1. Januar 2022) im Département Côte-d’Or in der Region Bourgogne-Franche-Comté. Sie gehört zum Arrondissement Montbard und zum gleichnamigen Kanton Montbard.
Sie grenzt im Nordwesten an Gissey-sous-Flavigny, im Nordosten an Frôlois, im Südosten an Boux-sous-Salmaise und im Südwesten an Hauteroche.

## Bevölkerungsentwicklung
| Jahr                       | 1962 | 1968 | 1975 | 1982 | 1990 | 1999 | 2008 | 2015 |
| -------------------------- | ---- | ---- | ---- | ---- | ---- | ---- | ---- | ---- |
| Einwohner                  | 193  | 176  | 172  | 157  | 131  | 115  | 119  | 121  |
| Quellen: Cassini und INSEE |      |      |      |      |      |      |      |      |

## Sehenswürdigkeiten
- Burg und Schloss Thenissey
- Kirche Saint-Léger

## Tourismus
Um das Schloss Thenissey wurde ein Park mit 25 km langen Strecken  mit unterschiedlichen Schwierigkeitsgraden für das Offroad-Fahren mit Geländewagen und ein Campingplatz eingerichtet. 